# Списък на външнотърговските предприятия в НРБ
- „Тексим“ - основана през декември 1960 г.[1]
- ИНКО („Индустриално коопериране“) – създадено със секретна заповед на Министерския съвет на 8 април 1975 г.[2][3]
- „Матхим“ – работи в областта на химията и микробиологията[2]
- „Авала“ – дъщерна фирма на „Кинтекс“[2]